# سپاه گم‌شده کمبوجیه

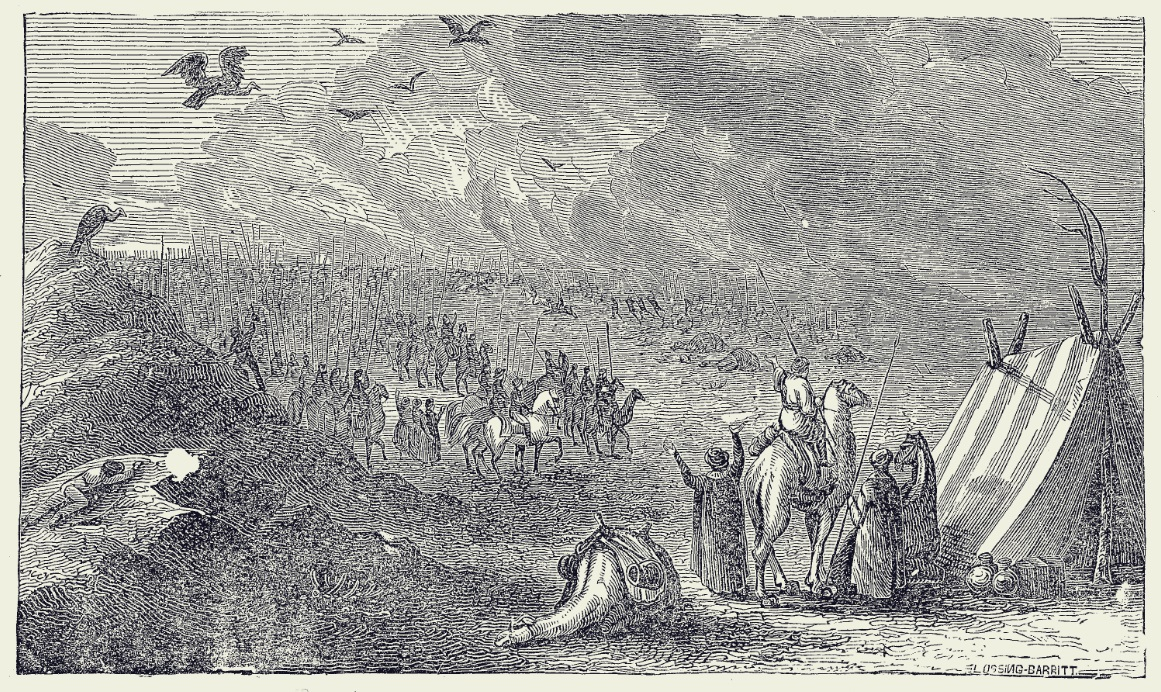
سپاه گم‌شدهٔ کمبوجیه، نقاشی از سدهٔ نوزدهم.

سپاه گم‌شدهٔ کمبوجیه به سپاه افسانه‌ای ایران، متشکل از ۵۰ هزار نفر گفته می‌شود که ظاهراً در ۵۲۴ پ.م. در طوفان شن در صحرای غربی مصر ناپدید شدند.
در کتاب سوم تاریخ  هرودوت آمده‌است که کمبوجیه دوم پس از تسخیر سرزمین مصر از مقر خود در شهر تبای واقع بر کرانهٔ شرقی رودخانهٔ نیل در مصر، سه لشکر از سپاهیان خود جدا کرد، یکی را مأمور فتح کارتاژ (تونس کنونی) کرد و دیگری را به عزم تصرف حبشه روانه ساخت و دستهٔ سومی را که هرودوت نوشته‌است، پنجاه هزار نفر بودند که برای انقیاد آمونی‌ها یا پرستندگان آمون (پروردگار بسیاری از اقوام قدیمی) به لیبی فرستاد. این عده با چند راهنما تا واحهٔ سیوه در ناحیهٔ مرزی مصر و لیبی پیش رفتند.

هرودوت می‌نویسد: 

«از اطلاعاتی که به‌دست آمده‌است چنین بر می‌آید که این لشکر به واحه‌ای که دیار سعیدان نام داشت رسیدند اما از آن پس راجع به سرگذشت آنها هیچ گونه اطلاعی در دست نیست. در هر حال آن دسته به حدود آمونی‌ها نرسیدند و به مصر هم مراجعت نکردند ولی به گفتهٔ آمونی‌ها و دیگران که گویا از ایشان شنیده باشند هنگامی که این عده واحه را ترک کردند، ضمن پیشروی در صحرای بین این آبادی و سامان طایفهٔ آمونی باد جنوبی با شدتی تمام برخاست و لشکر شاهی را که مشغول خوردن غذای نیمروز بودند، در زیر ریگ روان مدفون و به‌کلی ناپدید کرد.»
در اکتشافی که در بیابانی در غرب مصر انجام شد، بقایای اجساد سربازان تنومند و حجم بزرگی از تجهیزات نظامی از جمله سلاح‌های برنزی، دستبندهای نقره‌ای و گوشواره‌ها کشف شده ‌است. مطابقت این یافته‌ها با اسناد تاریخی پیشنهاد می‌کند که اجساد مربوط به بقایای سربازان ایرانی کمبوجیه دوم، پادشاه هخامنشی ایران است که در سال ۵۲۵ پیش از میلاد و بر اثر یک طوفان شن بزرگ، زنده در زیر لایه‌های شن صحرا مدفون شده بودند.
در سال ۲۰۱۵، باستان‌شناس اولاف ئی. کاپر از دانشگاه لیدن استدلال کرد که سپاه گمشده به‌علت طوفان شن نابود نشد، بلکه توسط سپاهیان فرعون شورشی مصر، پتوباستیس سوم، در کمین قرار گرفتند و شکست خوردند. پتوباستیس بعدها در نبردی توسط سپاه داریوش بزرگ، جانشین کمبوجیه، شکست خورد. به‌عقیدهٔ کاپر، طوفان شن پروپاگاندایی برای حفظ اقتدار امپراتوری هخامنشی بود و ظاهراً داریوش این داستان را پدید آورد تا پتوباستیس و شورش او را از یاد مصریان حذف کند.

## برای مطالعهٔ بیشتر
- «ارتش کمبوجیه گم نشده، پنهان کردن حقیقت سیاست داریوش اول بود». مرکز دائرةالمعارف بزرگ اسلامی. ۱۴ تیر ۱۳۹۳.